# Велика Стратіївка
Вели́ка Страті́ївка — село в Україні, у Тростянецькій селищній громаді Гайсинського району Вінницької області. Населення становить 733 особи.

## Історія
За адмінподілом XVI – XVIII ст. – Брацлавське воєводство. За адмінподілом XIX ст. Брацлавський повіт XIX ст. За адмінподілом XX ст. Тростянецький район. З 2020 перебуває в складі Гайсинського району.
Назву села поянюють двояко:
- час козацьких війн один із польських генералів зазнав тут тяжкої поразки від козаків і “стратив” усе військо і обоз, переказ битви 1652 р. під Батогом, що знаходиться за 8 км на північний схід від села;
- коронний гетьман Потоцький подарува цю землю козакові Стратію, який заснував тут хутір[1].

Під час проведеного радянською владою Голодомору 1932—1933 років померло щонайменше 206 жителів села.
12 червня 2020 року, відповідно розпорядження Кабінету Міністрів України № 707-р «Про визначення адміністративних центрів та затвердження територій територіальних громад Вінницької області», село увійшло до складу Тростянецької селищної громади.
19 липня 2020 року, в результаті адміністративно-територіальної реформи і ліквідації Тростянецького району, село увійшло до складу Гайсинського району.

## Населення

### Мова
Розподіл населення за рідною мовою за даними перепису 2001 року:
| Мова       | Кількість | Відсоток |
| ---------- | --------- | -------- |
| українська | 729       | 99.45%   |
| російська  | 3         | 0.41%    |
| румунська  | 1         | 0.14%    |
| Усього     | 733       | 100%     |